# Ascotaiwania mauritiana
Ascotaiwania mauritiana är en svampart som beskrevs av Dulym., P.F. Cannon, K.D. Hyde & Peerally 2001. Ascotaiwania mauritiana ingår i släktet Ascotaiwania, ordningen Sordariales, klassen Sordariomycetes, divisionen sporsäcksvampar och riket svampar.   Inga underarter finns listade i Catalogue of Life.